# Gästriklands östra domsagas tingslag
Gästriklands östra domsagas tingslag, innan 1921 benämnt Gästriklands östra tingslag, var ett tingslag i Gävleborgs län med tingsplats i Gävle. Tingslaget omfattade östra delen av landskapet Gästrikland utom Gävle stad. År 1934 hade tingslaget 44 884 invånare och hade en areal av 2 411 km², varav land 2 149.
Tingslaget bildades 1880 och fick ändrad omfattning redan året därpå och 1921 skedde ytterligare en förändring av omfattningen (se nedan). Tingslaget upplöstes 1971 och övergick i Gävle domsaga, dock Österfärnebo socken och Högbo socken/Sandvikens stad till Sandvikens domsaga som 2004 uppgick i Gävle domsaga.
Domsaga var till 1921 Gästriklands domsaga, som också omfattade Gästriklands västra tingslag. Från 1921 var domsagan Gästriklands östra domsaga.

## Socknar
Tingslaget omfattade följande socknar:
Före 1880 i Hedesunda och Österfärnebo tingslag (från 1693, före 1725 även Årsunda socken)
- Österfärnebo socken bara till 1881 men återfördes 1921
- Hedesunda socken uppgick 1969 i Gävle stad

Före 1880 i Hille och Valbo tingslag (från 1693)
- Valbo socken
- Hille socken

Före 1880 i Ockelbo och Hamrånge tingslag (från 1693)
- Hamrånge socken uppgick 1969 i Gävle stad

Före 1880 i Ovansjö, Torsåkers och Årsunda tingslag (från 1725)
- Årsunda socken från 1881
- Högbo socken ombildades 1927 till Sandvikens köping från 1943 Sandvikens stad